# Lagoa Sumidouro
Lagoa Sumidouro är en lagun i Brasilien. Den ligger i delstaten Rio Grande do Sul.